# Мияваки, Сакура
Сакура Мияваки (яп. 宮脇 咲良, род. 19 марта 1998 года) — японская певица и актриса. Является бывшей участницей идол-групп HKT48 и AKB48, а также бывшей участницей южнокорейско-японской гёрл-группы IZ*ONE. Является участницей южнокорейской гёрл-группы Le Sserafim.
На всеобщих выборах AKB48Group она заняла 47-е (2012), 26-е (2013), 11-е (2014), 7-е (2015), 6-е (2016), 4-е (2017) и 3-е (2018). Как одна из ведущих участниц группы, Мияваки стала центром (ведущей певицей и танцовщицей) 43-го сингла AKB48 «Kimi wa Melody» («Твоя мелодия»), который также является синглом AKB48 10th Anniversary Memorial в январе 2016 года. В 2017 году вместе с Дзюриной Мацуи из SKE48 два туза следующего поколения, также известные как «JuriSaku», были выбраны в качестве WCenter (двойные центры) для 48-го сингла группы AKB48 «Negaigoto no Mochigusare».
В 2018 году Мияваки присоединилась к шоу Produce 48 и была выбрана в качестве центра основной песни шоу «Nekkoya». Она заняла 2-е место и дебютировала 29 октября 2018 года в качестве участницы IZ*ONE.

## Биография

### Ранняя жизнь
Сакура Мияваки родилась 19 марта 1998 года в префектуре Кагосима, Япония.

### 2011–2017: Начало карьеры
Мияваки присоединилась к HKT48 в качестве стажёрки первого поколения в июле 2011 года. Она впервые официально появилась в качестве участницы HKT48 23 октября на национальном мероприятии по рукопожатию для песни «Flying Get». Она дебютировала в театре 26 ноября, возродив сцену SKE48 Команда S «Te wo Tsunaginagara».
Мияваки была официально повышена до статуса полноправного члена HKT48 Team H 4 марта 2012 года вместе с 15 другими стажёрами.
В 2012 году Сакура стала первой участницей HKT48, занявшим место на всеобщих выборах AKB48. Она получила 6635 голосов, заняв 47-й позицию. Позже, в том же году она впервые приняла участие в записи 28-го сингла AKB48 «Uza». Хотя она не попала на сторону А для 29-го и 30-го синглов, она появилась на стороне А для 31-го сингла «Sayonara Crawl», выпущенного 22 мая 2013 года, и заняла 26-е место в общем рейтинге на всеобщих выборах AKB48 2013 года с 25 760 голосов.
Первое участие Мияваки в HKT48 было на его первом сингле «Suki! Suki! Skip!» (Like! Like! Skip!) и «Melon Juice».
11 января 2014 года в первый день тура HKT48 по префектуре Кюсю 7 в Оите было объявлено, что Мияваки будет переведён в недавно сформированную команду KIV. Позже, на Фестивале Большого Реформации AKB48, она была повышена до вице-капитана Команды KIV и по совместительству заняла позицию в Команде A Later, at AKB48's Group Grand Reformation Festival, she was promoted to vice captain of Team KIV and given a concurrent position in AKB48 Team A.
Сакура Мияваки участвовала во всеобщих выборах AKB48 в 2014 году и заняла 11-е место в общем зачёте с 45 538 голосами, заняв позицию на стороне А за «Kokoro no Placard». В турнире «камень-ножницы-бумага» в этом году Мияваки проиграла в 3-м раунде предварительного соревнования. Однако руководство решило, что она разделит центральную позицию с победительницей Маю Ватанабэ для 38-го сингла AKB48 «Kibouteki Refrain».
В 2015 году Сакура получила главную роль в дораме AKB48 Majisuka Gakuen 4 вместе с Харукой Симадзаки. Премьера сезона состоялась 19 января. В том же году она заняла 7-е место на всеобщих выборах, набрав 81 422 голоса.
В июле 2015 года она выпустила свою первую фотокнигу под названием «Sakura». По продажам книга заняла высокие места в японском национальном чарте, составляемом компанией Oricon — 1 место в фотокнижном чарте и 3 место в основном книжном чарте.
На 43-м сингле AKB «Kimi wa Melody», выпущенном 9 марта 2016 года, она получила свой первый сольный центр на сингле AKB48.

### 2018–2021:Produce 48, дебют в IZ*ONE, соло активность и выпуск из HKT48
В 2018 году Сакура Мияваки участвовала и заняла второе место в реалити-шоу на выживание Produce 48 и стала участницей южнокорейско-японской группы IZ*ONE, дебютировавшей в октябре того же года. Она, Ябуки Нако и Хонда Хитоми  взяли перерыв в своих японских подгруппах до тех пор, пока их контракты с IZ*ONE не истекут в апреле 2021 года. Она также открыла свой собственный игровой канал на YouTube.
После расследования манипуляций с голосами на всех шоу Produce 101 от Mnet, японское радиошоу Сакуры было временно организовано участницами AKB48 под названием AKB48 Hope on BayFM78. Эта договорённость продлилась до её возвращения 19 февраля 2020 года.
После расформирования IZ*ONE в апреле 2021 года просочился предварительный просмотр её интервью с июльским выпуском журнала Vivi, в котором сообщалось, что она выпустится из HKT48. 15 мая Мияваки подтвердила свой выпуск из группы, объявив о прощальном концерте, который состоялся 19 июня. Короткая версия клипа на её выпускную песню «Omoide ni 
Suru ni wa Mada Hayasugiru» (яп. 思い出にするにはまだ早すぎる, англ. It's too early to remember), выпущенная 20 июня, была выпущена на YouTube 14 июня.
19 августа Сакура подписала эксклюзивный контракт с Hybe Corporation.
1 ноября Vernalossom объявили, что контракт Сакуры с ними закончился.

### 2022–н.в: Дебют в Le Sserafim
14 марта 2022 года Сакура вместе с бывшей участницей IZ*ONE Ким Чхэвон подписали эксклюзивные контракты с Source Music и 2 мая дебютировали в составе Le Sserafim. 21 марта  японское агентство талантов A.M. Entertainment подтвердило это на своем официальном сайте что Сакура присоединилась к агентству для своей индивидуальной деятельности в Японии.

## Позиции на всеобщих выборах AKB48
Места Сакуры Мияваки на ежегодных всеобщих выборах AKB48:
| Выпуск | Год  | Финальный ранг | Голоса  | Позиция    | Сингл                              | Ссылка |
| ------ | ---- | -------------- | ------- | ---------- | ---------------------------------- | ------ |
| 4      | 2012 | 47             | 6,635   | Next Girls | «Doremifa Onchi»                   | [ 28 ] |
| 5      | 2013 | 26             | 25,760  | Undergirls | «Ai no Imi o Kangaete Mita»        | [ 29 ] |
| 6      | 2014 | 11             | 45,538  | Сенбацу    | «Kokoro no Placard»                | [ 30 ] |
| 7      | 2015 | 7              | 81,422  | Сенбацу    | «Halloween Night»                  | [ 31 ] |
| 8      | 2016 | 6              | 78,279  | Сенбацу    | «Love Trip / Shiawase o Wakenasai» | [ 32 ] |
| 9      | 2017 | 4              | 82,803  | Сенбацу    | «#Sukinanda»                       | [ 33 ] |
| 10     | 2018 | 3              | 141,106 | Сенбацу    | «Sentimental Train»                | [ 34 ] |

## Дискография

### Авторство в написании песен
| Год  | Песня                                      | Альбом        | Артист | Лирика | Музыка | Совместно                                                       | Ссылка        |
| ---- | ------------------------------------------ | ------------- | ------ | ------ | ------ | --------------------------------------------------------------- | ------------- |
| 2019 | «Love Bubble»                              | Vampire       | IZ*ONE | Да     | Нет    | Чо Юн Кён, Ким Мин Джу                                          | [ 35 ] [ 36 ] |
| 2020 | «Secret Story of the Swan» (Japanese Ver.) | Oneiric Diary | IZ*ONE | Да     | Нет    | MosPick, Нако Ябуки                                             | [ 37 ]        |
| 2020 | «Yummy Summer»                             | Twelve        | IZ*ONE | Да     | Да     | 4713, Coll!n, J6, Detune3, ZaddY, WebbY (музыка)                | [ 38 ]        |
| 2020 | «Fiesta» (Japanese Ver.)                   | Twelve        | IZ*ONE | Да     | Нет    | Со Чжи Ым, Го Хён Чжон (Jam Factory), Чхве Хён Чжун, Ким Сын Су | [ 38 ]        |

## Фильмография

### Фильмы
| Год  | Название                                                    | Роль       | Примечание                    | Ссылка |
| ---- | ----------------------------------------------------------- | ---------- | ----------------------------- | ------ |
| 2016 | Documentary of HKT48: The Night Theatre Manager Ozaki Cried | Саму себя  | Документальный фильм о HKT48  | [ 39 ] |
| 2016 | Raison D'etre: Documentary of AKB48                         | Саму себя  | Документальный фильм о AKB48  | [ 40 ] |
| 2019 | Diner                                                       | Официантка | Камео                         | [ 41 ] |
| 2020 | Eyes On Me: The Movie                                       | Саму себя  | Документальный фильм о IZ*ONE | [ 42 ] |

### Телесериалы
| Год       | Название                                     | Роль                         | Телеканал                    | Ссылка        | Примечание                    |
| --------- | -------------------------------------------- | ---------------------------- | ---------------------------- | ------------- | ----------------------------- |
| 2012      | Ano Hito no Ano Hi                           | Надзуна Имагава              | NHK General TV               | [ 43 ]        | Телевизионный фильм           |
| 2013      | Himitsu                                      | Мари                         | FBS                          | [ 44 ]        | Телевизионный фильм           |
| 2015      | Majisuka Gakuen 4                            | Сакура Мияваки               | NTV                          |               | Главная роль                  |
| 2015      | Majisuka Gakuen 5                            | Сакура Мияваки               | NTV, Hulu                    |               | Главная роль                  |
| 2015      | AKB Horror Night: Adrenaline's Night         | Дзюри                        | TV Asahi                     |               | Эпизод 5: "Doppelgänger"      |
| 2015      | Majisuka Gakuen 0                            | Сакура Мияваки               | NTV, Hulu                    |               | Главная роль                  |
| 2016      | Crow's Blood                                 | Маки Тогава                  | Hulu                         | [ 45 ]        | Главная роль                  |
| 2016      | AKB Love Night: Love Factory                 | Нао                          | TV Asahi                     |               | Эпизод 29: "Guruguru Curtain" |
| 2016      | Doctor-Y: Surgeon Hideki Kaji                | Харука Мифунэ                | au VideoPass, TV Asahi douga | [ 46 ]        | Webdrama                      |
| 2016      | The Hero Yoshihiko and the Seven Chosen Ones | Член школьной идол-группы    | TV Tokyo                     | [ 47 ]        | Эпизод 9                      |
| 2016–2017 | Cabasuka Gakuen                              | Сакура Мияваки               | NTV                          |               | Главная роль                  |
| 2017      | Tofu Pro-Wrestling                           | Сакура Мияваки/Черри Мияваки | TV Asahi                     |               | Главная роль                  |
| 2018      | Shanghai Love Map                            | Саму себя                    | iQiyi                        | [ 48 ] [ 49 ] |                               |

### Реалити-шоу
| Год  | Название           | Роль             | Телеканал | Примечание                   | Ссылка |
| ---- | ------------------ | ---------------- | --------- | ---------------------------- | ------ |
| 2018 | Everyone's Kitchen | Актёрский состав | O'live    | Пилотная, Пробная трансляция | [ 50 ] |
| 2019 | Everyone's Kitchen | Соведущий        | O'live    | Регулярное шоу               |        |

### Сольные фотокниги
| Название                                                                            | Дата выхода | Чарты        | Чарты           | Издательство      |
| Название                                                                            | Дата выхода | JP Oricon PB | JP Oricon Books | Издательство      |
| ----------------------------------------------------------------------------------- | ----------- | ------------ | --------------- | ----------------- |
| Sakura (яп. 宮脇咲良ファースト写真集「さくら」)                                     | июль 2015   | 1            | 3               | Shueisha          |
| Sakura Miyawaki Graduation Visual Booklet (яп. 宮脇咲良 卒業ビジュアルブックレット) | Май 2021    | N/A          | N/A             | Mercury Media Pal |